# ژو لوکسین
ژو لوکسین (انگلیسی: Zhou Lüxin؛ زادهٔ ۳۱ ژوئیهٔ ۱۹۸۸) ورزشکار شیرجه اهل چین است.
وی در مسابقات کشوری و بین‌المللی در مجموع برندهٔ ۲ مدال طلا، ۴ مدال نقره، ۱ مدال برنز شده‌است.